# The Fiestas
 (mai 2025).
La mise en forme du texte ne suit pas les recommandations de Wikipédia : il faut le « wikifier ».
Les points d'amélioration suivants sont les cas les plus fréquents. Le détail des points à revoir est peut-être précisé sur la page de discussion.
- Les titres sont pré-formatés par le logiciel. Ils ne sont ni en capitales, ni en gras.
- Le texte ne doit pas être écrit en capitales (les noms de famille non plus), ni en gras, ni en italique, ni en « petit »…
- Le gras n'est utilisé que pour surligner le titre de l'article dans l'introduction, une seule fois.
- L'italique est rarement utilisé : mots en langue étrangère, titres d'œuvres, noms de bateaux, etc.
- Les citations ne sont pas en italique mais en corps de texte normal. Elles sont entourées par des guillemets français : « et ».
- Les listes à puces sont à éviter, des paragraphes rédigés étant largement préférés. Les tableaux sont à réserver à la présentation de données structurées (résultats, etc.).
- Les appels de note de bas de page (petits chiffres en exposant, introduits par l'outil «  Source ») sont à placer entre la fin de phrase et le point final[comme ça].
- Les liens internes (vers d'autres articles de Wikipédia) sont à choisir avec parcimonie. Créez des liens vers des articles approfondissant le sujet. Les termes génériques sans rapport avec le sujet sont à éviter, ainsi que les répétitions de liens vers un même terme.
- Les liens externes sont à placer uniquement dans une section « Liens externes », à la fin de l'article. Ces liens sont à choisir avec parcimonie suivant les règles définies. Si un lien sert de source à l'article, son insertion dans le texte est à faire par les notes de bas de page.
- La présentation des références doit suivre les conventions bibliographiques. Il est recommandé d'utiliser les modèles {{Ouvrage}}, {{Chapitre}}, {{Article}}, {{Lien web}} et/ou {{Bibliographie}}. Le mode d'édition visuel peut mettre en forme automatiquement les références.
- Insérer une infobox (cadre d'informations à droite) n'est pas obligatoire pour parachever la mise en page.

Pour une aide détaillée, merci de consulter Aide:Wikification.
Si vous pensez que ces points ont été résolus, vous pouvez retirer ce bandeau et améliorer la mise en forme d'un autre article.
 (mai 2025).
The Fiestas étaient un groupe de musique américain de rhythm and blues originaire de Newark, dans le New Jersey, aux États-Unis. Il s'est constitué en 1958.
Hy Weiss, propriétaire de la société de production Old Town Records leur propose un premier contrat en 1959 après les avoir entendu chanter dans une salle de bain adjacente à son bureau à Harlem. 
Leur premier single, " So Fine ", est écrit par le guitariste du groupe, Frank Ingalls, et son frère, Samuel Ingalls. La chanson a été un succès aux États-Unis. Elle a atteint la 3e place du classement des singles R&B et la 11e place du Billboard Hot 100 (avec la chanson "Last Night I Dreamed" sur la face B du single). Une série de singles soul ont suivi, parmi lesquels «You Could Be My Girlfriend», «Anna» et «Think Smart». Mais seul «Broken Heart» de 1962 a réussi à entrer dans les hit parades, se classant 18e au classement des singles R&B.
Mettant fin à sa relation avec Old Town, le groupe enregistre ensuite pour les labels Strand et Vigor, produisant de la musique jusqu'au milieu des années 1970.
En 2014, "So Fine" a ensuite été introduit dans le jeu vidéo LittleBigPlanet.
La dernière apparition télévisée du groupe a lieu en mai 2023 lors de l'émission "Rock at 50" sur la chaîne PBS et enregistrée au Benedum Center for the Performing Arts, à Pittsburgh en Pennsylvanie : ils y ont chanté leur tube "So Fine".

## Membres
- Tommy Bullock
- Eddie Morris
- Sam Ingalls
- Preston Lane[1]
- Bobby Moore
- Georges Bullock
- Randy Stewart
- Kenneth Hopper
- Wendell Scott
- Wayne Parham